# Ethnotherapie
Als Ethnotherapien werden therapeutische Heilverfahren bezeichnet, die Methoden und Betrachtungsweisen verschiedener Kulturen einbeziehen, die von der evidenzbasierten Medizin im Allgemeinen nicht anerkannt werden. 
Hierzu zählen Heilungsansätze aus der traditionellen chinesischen oder tibetanischen Medizin und Ayurveda ebenso wie schamanische Praktiken der Indianer, afrikanischer Medizinmänner oder polynesischer Priester. Im Rahmen der Ethnomedizin wird versucht, derartige Verfahren in das Gerüst einer klassisch-medizinischen Vorgehensweise einzubinden. Hierbei wird der Versuch unternommen, auch die soziokulturellen und spirituellen Aspekte zu beachten, die den Hintergrund der jeweiligen Heilmethode in den verschiedenen Kulturen darstellen.